# 乌兰达布森站
乌兰达布森站是位于新疆维吾尔自治区博乐市乌兰达布森村的一个已关闭的铁路车站，邮政编码833415。车站建于1990年，有北疆铁路经过该站，现不办理客货运业务，车站及其上下行区间均为电气化区段。车站距离乌鲁木齐站460公里，曾隶属乌鲁木齐铁路局奎屯车务段，2019年3月1日划归阿拉山口车站管理，是五等站。